# Amanita exitialis
Amanita exitialis, también conocida como Ángel Destructor de Guangzhou, es un hongo del género Amanita de gran tamaño. Se extiende por Asia oriental, y probablemente también por la India, donde se ha identificado erróneamente como A. verna. Es mortalmente venenosa, pertenece a la sección Phalloideae y está emparentada con el sombrero de la muerte A. phalloides. Los cuerpos fructíferos (hongos) son blancos, de tamaño pequeño a mediano, con sombreros de hasta 7 cm (2,8 pulgadas) de diámetro, un anillo algo friable y una volva firme. A diferencia de la mayoría de los hongos agáricos, que suelen tener basidios (células portadoras de esporas) con cuatro esporas, los basidios de A. exitialis tienen casi exclusivamente dos esporas. Ocho personas murieron envenenadas en China tras consumir este hongo en 2000, y otras 20 han muerto envenenadas desde entonces. Los análisis moleculares muestran que la especie tiene una estrecha relación filogenética con otras tres Amanitas blancas tóxicas: A. subjunquillea var. alba, A. virosa y A. bisporigera.

## Taxonomía
Zhu-Liang Yang y Tai-Hui Li descubrieron la especie reexaminando varios ejemplares de herbario de Amanita blanca típicamente denominada A. verna o A. virosa. Se dieron cuenta de que las colecciones referidas a estas especies europeas comprendían en realidad tres taxones nuevos para la ciencia o la región. El espécimen holotipo de A. exitialis se encuentra en el Herbario Micológico del Instituto de Microbiología de Guangdong.

|  | \| \| A. exitialis \| \| \| \| \| \| A. subjunquillea var. alba \| \| \| \| |
|  |                                                                             |
|  | A. virosa                                                                   |
|  |                                                                             |
|  | A. exitialis                                                                |
|  |                                                                             |
|  | A. subjunquillea var. alba                                                  |
|  |                                                                             |

|  | A. exitialis               |
|  |                            |
|  | A. subjunquillea var. alba |
|  |                            |

|  | \| \| A. exitialis \| \| \| \| \| \| A. subjunquillea var. alba \| \| \| \| |
|  |                                                                             |
|  | A. virosa                                                                   |
|  |                                                                             |
|  | A. exitialis                                                                |
|  |                                                                             |
|  | A. subjunquillea var. alba                                                  |
|  |                                                                             |

|  | A. exitialis               |
|  |                            |
|  | A. subjunquillea var. alba |
|  |                            |

|  | \| \| A. exitialis \| \| \| \| \| \| A. subjunquillea var. alba \| \| \| \| |
|  |                                                                             |
|  | A. virosa                                                                   |
|  |                                                                             |
|  | A. exitialis                                                                |
|  |                                                                             |
|  | A. subjunquillea var. alba                                                  |
|  |                                                                             |

|  | A. exitialis               |
|  |                            |
|  | A. subjunquillea var. alba |
|  |                            |

|  | \| \| A. exitialis \| \| \| \| \| \| A. subjunquillea var. alba \| \| \| \| |
|  |                                                                             |
|  | A. virosa                                                                   |
|  |                                                                             |
|  | A. exitialis                                                                |
|  |                                                                             |
|  | A. subjunquillea var. alba                                                  |
|  |                                                                             |

|  | A. exitialis               |
|  |                            |
|  | A. subjunquillea var. alba |
|  |                            |

|  | \| \| A. exitialis \| \| \| \| \| \| A. subjunquillea var. alba \| \| \| \| |
|  |                                                                             |
|  | A. virosa                                                                   |
|  |                                                                             |
|  | A. exitialis                                                                |
|  |                                                                             |
|  | A. subjunquillea var. alba                                                  |
|  |                                                                             |

|  | A. exitialis               |
|  |                            |
|  | A. subjunquillea var. alba |
|  |                            |

|  | \| \| A. exitialis \| \| \| \| \| \| A. subjunquillea var. alba \| \| \| \| |
|  |                                                                             |
|  | A. virosa                                                                   |
|  |                                                                             |
|  | A. exitialis                                                                |
|  |                                                                             |
|  | A. subjunquillea var. alba                                                  |
|  |                                                                             |

|  | A. exitialis               |
|  |                            |
|  | A. subjunquillea var. alba |
|  |                            |

|  | \| \| A. exitialis \| \| \| \| \| \| A. subjunquillea var. alba \| \| \| \| |
|  |                                                                             |
|  | A. virosa                                                                   |
|  |                                                                             |
|  | A. exitialis                                                                |
|  |                                                                             |
|  | A. subjunquillea var. alba                                                  |
|  |                                                                             |

|  | A. exitialis               |
|  |                            |
|  | A. subjunquillea var. alba |
|  |                            |

|  | \| \| A. exitialis \| \| \| \| \| \| A. subjunquillea var. alba \| \| \| \| |
|  |                                                                             |
|  | A. virosa                                                                   |
|  |                                                                             |
|  | A. exitialis                                                                |
|  |                                                                             |
|  | A. subjunquillea var. alba                                                  |
|  |                                                                             |

|  | A. exitialis               |
|  |                            |
|  | A. subjunquillea var. alba |
|  |                            |

Filogenia y relaciones de Amanita exitialis y especies afines basadas en los datos de la secuencia ITS. El espécimen de A. virosa se recolectó en Japón, A. bisporigera en Estados Unidos y las demás especies en China."
En 2005, Zhang y sus colegas realizaron un análisis filogenético basado en las secuencias ITS (Internal Transcribed spacer) de varias especies de Amanita tóxica de cuerpo blanco. Sus resultados apoyan un clado que contiene cuatro especies letales de Amanita con cuerpos fructíferos blancos. A. exitialis tiene basidios de dos esporas similares a la especie norteamericana A. bisporigera, pero A. exitialis tiene una relación filogenética más estrecha con Amanita subjunquillea var. alba, una especie letal blanca de cuatro esporas procedente de China. El epíteto específico exitialis deriva de la palabra latina "destructivo", y hace referencia a la naturaleza letalmente venenosa del hongo.
Amanita exitialis está clasificada en la sección Phalloideae del género Amanita. Las especies de esta sección comparten las siguientes características: esporas no muy alargadas y nunca con forma cilíndrica; carne que no enrojece al golpearla; lamélulas (branquias cortas que no llegan al borde del sombrero) cortadas abruptamente; volva membranosa bien desarrollada en forma de bolsa o saco. Todas las especies de Phalloideae son ectomicorrícicas y contienen amatoxinas.

## Descripción
El sombrero mide entre 4-7 centímetros (1 1⁄2-3 pulgadas) de diámetro, inicialmente tiene forma de huevo, luego es convexo pero se aplana con la edad, y a veces está ligeramente deprimido en el centro. La superficie del sombrero es lisa, blanca, pero de color crema en el centro. El borde del sombrero es no estriado, no apendiculado (sin restos de velo parcial que cuelguen a lo largo del borde del sombrero); la carne es blanca. Las branquias no están unidas al tallo, son de color blanco a blanquecino, están muy juntas y miden hasta 5 mm de altura. Las lamélulas son largas y afiladas, abundantes y distribuidas en 2-3 niveles. El tallo mide 7-9 cm (3-3 1⁄2 pulgadas) por 0,5-1 cm (0 1⁄2 pulgadas), es aproximadamente cilíndrico o ligeramente cónico hacia arriba, con el ápice ligeramente expandido. La superficie es blanca a blanquecina, lisa o a veces con pequeñas escamas fibrosas. El bulbo en la base del tallo es aproximadamente esférico y de 1-2 cm (1⁄2-3⁄4 pulgadas) de ancho. La volva es limbada (tiene un borde distinto), delgada, membranosa, con el limbo libre de hasta 7 milímetros (1⁄4 pulgadas) de altura, y ambas superficies son blancas. El anillo está cerca de la parte superior del tallo, es fino, membranoso, blanco, persistente o puede desprenderse del tallo durante la expansión del sombrero. Todos los tejidos del cuerpo del fruto se vuelven amarillos si se aplica una gota de hidróxido de potasio diluido.
Las esporas son esféricas o casi esféricas, raramente elipsoides, y miden 9,5-12 por 9-11,5 μm. Son hialinas (translúcidas) e incoloras, amiloides (absorben el yodo cuando se tiñen con el reactivo de Melzer), de paredes finas, lisas y con un pequeño apículo. Las células que contienen las esporas, los basidios, miden 27-55 por 10-15 μm, tienen forma de garrote y dos esporas (rara vez una), a diferencia de la mayoría de los hongos agáricos, que suelen tener basidios con cuatro esporas. Los basidios de A. exitialis tienen esterigmas (proyecciones delgadas que sujetan las esporas) de 5-7 μm de longitud.

### Química
Los cuerpos fructíferos de A. exitialis contienen un nucleósido de purina único que está unido a un derivado de aminoácido denominado N2-(1-metoxicarboniletil) guanosina. El descubrimiento y la identificación de esta sustancia química fue el primer informe de un nucleósido natural en el que un derivado de aminoácido se une a través de su nitrógeno α-amino (el nitrógeno unido al α-carbono) a una aglicona de nucleobase mediante un enlace C-N (carbono a nitrógeno). Se determinó que el nuevo compuesto era tóxico en la prueba de letalidad de la salmuera de camarón, pero no tenía actividad citotóxica contra una variedad de líneas celulares de cáncer humano. Otros compuestos aislados del hongo son la β-carbolina y la russulaceramida (una ceramida que antes se encontraba en algunos hongos del género Russula).

### Especies similares
A. exitialis es similar a A. bisporigera, una especie descrita originalmente por George Francis Atkinson en Estados Unidos. En comparación con A. exitialis, A. bisporigera se diferencia por la ubicación más baja del anillo en el tallo, las esporas más pequeñas (normalmente de 8-9,5 por 7-8,5 μm) y la diferente estructura de la volva. Los especímenes americanos de A. bisporigera tienen células hinchadas más abundantes que los de A. exitialis. Otras dos especies blancas asiáticas, A. oberwinklerana y A. subjunquillea var. alba también se parecen a A. exitialis, pero tienen cuatro esporas.

## Distribución y hábitat
Los cuerpos fructíferos de A. exitialis crecen solitarios o en grupos sobre el suelo en bosques de coníferas. Sólo se conoce por localidad tipo Guangdong. En un estudio de 2003 sobre las especies indias de Amanita, los autores mencionan varias muestras identificadas como A. verna, procedentes de diversos lugares de los estados indios de Maharashtra, Odisha y Rajastán. Como explican Bhatt y otros, el material recogido por Dhanchiola en Odisha e identificado como A. virosa tiene basidios biesporados, y su descripción coincide con la de A. exitialis.Las observaciones de campo sugieren que el hongo se asocia micorrícicamente con la planta Castanopsis fissa, un árbol caducifolio que sólo se encuentra en las provincias meridionales de China, como Guangdong, Yunnan y Hunan. Las fructificaciones del hongo son abundantes en las cálidas lluvias primaverales de marzo y abril, aunque también se observan de mayo a julio.

## Toxicidad

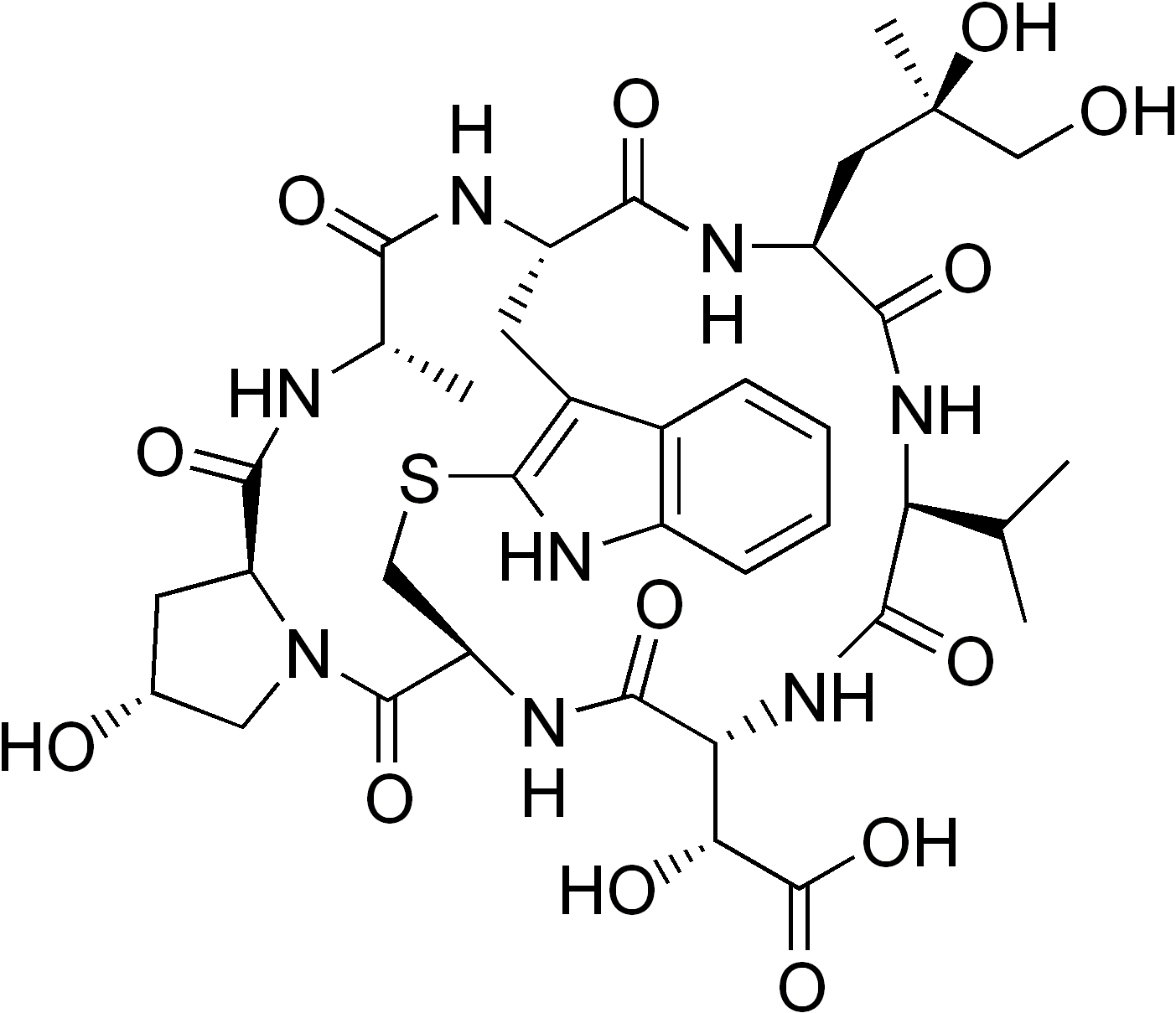
La falacidina es una de las varias falotoxinas de A. exitialis.

Se ha estudiado el contenido y la distribución de las principales amatoxinas (alfa-amanitina, beta-amanitina) y falotoxinas (falacidina, falisina, faloína, faloidina) en los tres tejidos (capuchón, estipe y volva) de Amanita exitialis mediante cromatografía líquida de alta eficacia. El sombrero tuvo el mayor contenido de toxinas totales, alcanzando más de 8000 μg/g de extracto seco (μg de toxina por gramo de tejido seco), el contenido de toxinas en el tallo fue superior a 3700 μg/g de peso seco, mientras que la volva tuvo el menor contenido de toxinas totales, con unos 1150 μg/g de peso seco. El contenido de amatoxinas (alfa-amanitina y beta-amanitinas, especialmente alfa-amanitina) en el sombrero, el tallo o la volva de A. exitialis fue mayor que el de falotoxinas (falacidina, falisina, faloidina y faloína), pero el contenido de falotoxinas (especialmente falacidina) fue gradualmente mayor desde el sombrero hasta el tallo y la volva. Un estudio de 2011 informó de la presencia de toxinas adicionales amaninamida, falacina, falisacina y desoxoviridina. Un estudio chino concluyó que esta especie tenía la tasa de mortalidad más alta de todos los hongos tóxicos de China. Se ha calculado que unos 50 gramos (1,8 onzas) de hongos frescos contienen toxina suficiente para causar la muerte de un adulto de 50 kilos. En marzo de 2000, nueve personas consumieron el hongo en Cantón, y sólo una sobrevivió. Desde 2000, otras 20 personas han muerto en las provincias del sur de China por consumir el hongo.
Los péptidos tóxicos de especies de Amanita se han utilizado ampliamente en la investigación biológica como agentes químicos para inhibir la ARN polimerasa II, una enzima esencial para la síntesis de proteínas. Sin embargo, estos péptidos tóxicos sólo pueden obtenerse a partir de cuerpos fructíferos recogidos en hábitats naturales y, en consecuencia, son caros. Se ha observado cierto éxito en la extracción de toxinas peptídicas directamente de los micelios de Amanita exitialis cultivados en medio líquido. Aunque la concentración de toxinas en el micelio es sólo un 10% de la de los cuerpos fructíferos, los autores sugieren que es posible aumentar la producción de amatoxinas optimizando las condiciones de crecimiento.